# Вирт, Карл (футболист)
Томас Карл Вирт (англ. Thomas Carl Veart; род. 21 мая 1970, Уайалла, Южная Австралия, Австралия) — австралийский футболист, в настоящее время главный тренер «Аделаида Юнайтед».

## Биография

### Клубная карьера
Родился в Уайалле, штат Южная Австралия, в детстве занимался различными видами спорта, играл в футбол, австралийский футбол, баскетбол и крикет. Вирт начал играть в футбол в возрасте четырёх лет и присоединился к местному клубу хорватской общины в возрасте до 9 лет. В 17 лет Вирт переехал в Аделаиду, чтобы усиленнее заниматься футболом. Первые два года он провел в «Солсбери Юнайтед», а затем перешел в «Аделаида Сити» где главным тренером был Зорана Матича. Вирт считает, что Матич оказал на него наибольшее влияние как игрок и тренер.
22 июля 1994 года Вирт переехал в Англию в «Шеффилд Юнайтед»; сумма трансфера составляла 150 000 фунтов стерлингов. 5 ноября 1995 года он забил два гола в победном матче над «Портсмут» со счетом 4:1. 18 января 1996 года Вирт забил победный гол в матче третьего раунда Кубка Англии против «Арсенал», одержав победу со счетом 1:0. На 68-й минуте Вирт забил головой после паса Дэйна Уайтхауса и поразил ворота Дэвида Симена. К этому времени у него случился конфликт с новым главным тренером Говардом Кендаллом и вскоре ушел в «Кристал Пэлас» к своему бывшему тренеру Дэйву Бассетту.
27 декабря 1996 года Вирт забил свой первый гол за «Кристал Пэлас», поразив ворота своего соотечественника Энди Петтерсона в матче против «Чарльтон Атлетика» закончившегося со счетом 2:1. В дальнейшем Вирт забил шесть мячей в девяти матчах и помог своей команде пробиться в Премьер-лигу и получил прозвище у болельщиков «Кристал Пэлас» «Гол-Машина». В сезоне 1997/98 после шести матчей в Премьер-лиге и проигранной борьбой за место в составе, в декабре 1997 года Вирт был продан в «Миллуолл» за 100 000 фунтов стерлингов.
В 1998 году вернулся в Австралию в «Аделаида Сити» в которой выступал до закрытия НСЛ. Перед дебютным сезоном А-Лиги подписал контракт с клубом «Аделаида Юнайтед» и стал автором первого гола в лиге в матче против «Ньюкасл Джетс». 28 октября 2005 года он забил единственный гол в решающем матче против «Мельбурн Виктори», который вывел его команду на первое место в турнирной таблице. Его команда продолжала лидировать, так же 2 декабря Вирт сравнял счет на 76-й минуте выездного матча против «Ньюкасл Джетс» который в итоге завершился победой со счетом 2:1. Клуб получил титул Премьера (победитель регулярного чемпионата) в сезоне, а также конце сезона он был признан лучшим игроком сезона своего клуба и номинирован на медаль Джонни Уоррена, которую в итоге получил Бобби Деспотовски.

### Тренерская карьера
Работал на различных должностях в «Аделаида Юнайтед», с 2020 года является главным тренером клуба.

### Международная карьера
Карл был в составе Олимпийской сборной Австралии на Олимпийских играх 1992.
В сборной Австралии выступал с 1992 по 2002 год и провел 23 матча и забил 9 голов.

## Достижения
- Победитель регулярного чемпионата Национальной футбольной лиги: (1991/92, 1993/94)
- Победитель Кубка Национальной футбольной лиги: (1989, 1991/92)
- Победитель регулярного чемпионата А-Лиги: (2005/06)